# IOS 12
iOS 12 est la douzième version majeure du système d'exploitation iOS développé par Apple pour ses iPhone, iPad et iPod touch. Elle a été annoncée pour succéder à iOS 11 lors de la WWDC 2018 du 4 juin 2018 en même temps que macOS Mojave. Elle est semblable à iOS 11 esthétiquement, mais contient de nombreuses améliorations sur les performances et l’économie de la batterie, elle ajoute ainsi des fonctionnalités à certaines applications. Elle contient aussi des fonctionnalités d’hygiène numérique et de contrôle parental. Le 26 juin 2018, Apple dévoile la première bêta accessible au public. iOS 12 sort officiellement le lundi 17 septembre 2018 aux alentours de 19 heures.

## Aperçu
iOS 12 a été présenté par Craig Federighi lors de l'ouverture de la WWDC le 4 juin 2018. La première version bêta pour les développeurs sort juste après la présentation tandis que la version publique sort quant à elle, le 25 juin 2018,. La version finale sort le 17 septembre 2018,.

## Fonctionnalités du système

### Performances
Apple a déclaré que les performances de ses anciens appareils seraient jusqu'à 70 % plus rapides avec iOS 12. Des améliorations ont été apportées au lancement de l'appareil photo et à la prise de photo pour rendre les manipulations plus rapides.

### Temps d'écran
Une fonctionnalité qui permet aux utilisateurs de suivre le temps qu'ils passent sur leurs appareils, et ce qu'ils en font a été rajoutée avec iOS 12. Le système fournit des rapports détaillés sur les catégories, les durées d’utilisation, le nombre de notification reçues ainsi que le nombre de fois où l’utilisateur a consulté son appareil.

### Raccourcis
Une application dédiée à iOS 12 permet aux utilisateurs de configurer des raccourcis pour différentes applications. Les raccourcis sont automatisés et l'utilisateur peut demander à Siri de les effectuer.

### ARKit 2
ARKit a été mis à jour pour donner la possibilité aux utilisateurs de partager leur point de vue avec d'autres appareils iOS.

### CarPlay
CarPlay donne désormais la possibilité d'exécuter des applications de navigation tierces (telles que Waze, Google Maps, etc.).

### iPad
L'iPad peut désormais utiliser les gestes que l'on trouve sur l'iPhone X. Il peut également utiliser les mémos vocaux et l'application Bourse. iOS 12 sépare également le centre de contrôle et le multitâche. Le prochain iPad n'a plus de bouton d'accueil physique[réf. nécessaire] et les utilisateurs devront s'habituer aux gestes de l'iPhone X.

## Fonctionnalités des applications

### Messages
Messages dans iOS 12 introduit un nouveau type d'Animoji appelé « Memoji ». Cette fonctionnalité permet à l'utilisateur de se créer un personnage 3D. Il est désormais possible pour l'appareil de reconnaître si l'utilisateur tire la langue. Apple a également introduit des Animoji pour le Koala, le Tigre, le Fantôme et le T. rex.

### FaceTime
FaceTime a été mis à jour pour prendre en charge jusqu'à 32 personnes pour un même appel. FaceTime apporte également le support des Animoji et des Memoji (à noter que depuis la bêta 7 développeur d'iOS 12 les appels Facetime ne sont plus accessibles en groupe : celui-ci devrait réapparaître dans une version ultérieure d'iOS 12).

### Mesures
Apple a présenté une nouvelle application en réalité augmentée qui permet de prendre des mesures et le niveau y a été déplacé depuis la boussole.

### Photos
Photos apporte maintenant des suggestions à l'utilisateur par le biais d'une section « Pour Vous » et le partage de recommandations.

### Notifications
Les Notifications sont désormais regroupées par application et sont dotées d'un onglet « gestion », pour désactiver les notifications de cette application.

### Ne pas déranger
Ne pas déranger a maintenant une fonction « Ne pas déranger Pendant le Sommeil », elle envoie automatiquement les notifications à l'historique, renvoie les appels vers la messagerie vocale et assombrit l'écran pour le confort des yeux.

### Mémos vocaux et bourse
Les Mémos vocaux et l’application Bourse ont également été mises à jour et cette dernière intègre désormais Apple News. Ces application sont disponibles pour la première fois sur iPad.

### Apple Livres
iBooks est renommé Livres (Apple Books en anglais). L'application a été refondue, avec des onglets Découverte, Magasin et Livres Audio.

## Appareils compatibles
Tous les appareils compatibles avec iOS 11 peuvent recevoir la mise à jour.
| - iPhone 5s - iPhone 6 - iPhone 6 Plus - iPhone 6s - iPhone 6s Plus - iPhone SE (première génération) - iPhone 7 - iPhone 7 Plus - iPhone 8 - iPhone 8 Plus - iPhone X - iPhone XS - iPhone XS Max - iPhone XR | - iPod touch (7e génération) - iPod touch (6e génération) | - iPad Air - iPad Air 2 - iPad Air 3 - iPad (2017) - iPad (2018) - iPad mini 2 - iPad mini 3 - iPad mini 4 - iPad mini 5 - iPad Pro (12,9") - iPad Pro (9,7") - iPad Pro (10,5") |